# Osiedle Białe Sady
Osiedle Białe Sady w Legnicy, położone w południowo-zachodniej części miasta, graniczy z Osiedlem Asnyka.
W skład ulic osiedla wchodzą następujące ulice:
- Kilińskiego
- Tyska
- Katowicka
- Siemianowicka
- Janowska
- Rybnicka
- Sosnowiecka
- Pszczyńska
- Olkuska
- Mikołowska
- Zabrzańska
- Chorzowska
- Będzińska
- Raciborska
- Lubuska
- Żołnierska

Osiedle zabudowanie jest domami jednorodzinnymi. Dojazd Komunikacją miejską umożliwiają linie 1 ,15, 16, 23, 29 i N2 .